# گردبادها (فیلم)
گردبادها (انگلیسی: Twisters) یک فیلم فاجعه‌ای آمریکایی محصول ۲۰۲۴ به کارگردانی لی ایزاک چانگ و از فیلم‌نامه‌ای اثر مارک ال. اسمیت است که بر پایهٔ داستانی از جوزف کوشینسکی ساخته شده است. این فیلم دنباله‌ای بر گردباد اما با داستانی نامرتبط محسوب می‌شود. در این فیلم دیزی ادگار جونز، گلن پاول، آنتونی راموس، برندون پریا، مورا تیرنی و ساشا لین ایفای نقش می‌کنند.
گردبادها برای نخستین بار در ۸ ژوئیه ۲۰۲۴ در لندن به نمایش درآمد و به‌وسیلهٔ برادران وارنر در ۸ ژوئیه ۲۰۲۴ به‌صورت بین‌المللی منتشر شد. این فیلم در در ایالات متحده توسط یونیورسال پیکچرز در ۱۹ ژوئیه اکران شد. این فیلم به‌طور کلی نقدهای مثبتی از سوی منتقدان گرفت و بیش از ۳۶۵ میلیون دلار در سراسر جهان فروخته است.

## داستان
بازسازی فیلم «گردباد» محصول سال ۱۹۹۶، که در مورد یک جفت تعقیب‌کننده طوفان متمرکز بود که در تلاش برای آزمایش یک سیستم هشدار آب و هوای آزمایشی، جان خود را به خطر می‌اندازند.

## تولید
با بودجه تخمینی ۲۰۰ میلیون دلار، فیلمبرداری اصلی در مه ۲۰۲۳ در اطراف اکلاهما سیتی آغاز شد. فیلمبرداری در ژوئیه به دلیل اعتصاب نویسندگان در سال ۲۰۲۳ متوقف شد. تولید با پایان اعتصاب در نوامبر ۲۰۲۳ از سر گرفته شد و ماه بعد به پایان رسید.